# Beutong Perlak
Beutong Perlak is een bestuurslaag in het regentschap Pidie van de provincie Atjeh, Indonesië. Beutong Perlak telt 282 inwoners (volkstelling 2010).